# Nostalgija
Nostalgija (iz starogrčkog νόστος, nóstos — povratak, prošlost i άλγος, álgos — bol) označava tugu ili čežnju za nečim što više ne postoji.

## Psihologija
Reč je skovao nemački lekar J. Hofer godine 1688. za dijagnozu tuge kod švajcarskih vojnika plaćenika, koji su odavno bili odvojeni od domovine u inostranstvu.
U psihologiji morbidna nostalgija je tuga za minulim vremenima. Pacijent obično idealizuje prošlost za razliku od sadašnjosti. Razlog može biti gubitak sigurnosti u životu ili čak i jednostavno starenje.

## Spoljašnje veze
- Zašto se zbog nostalgije osećamo tako dobro i kakve koristi imamo od tih misli? (B92, 24. septembar 2021)